# Heinrich Krug
Heinrich Krug (n. 22 septembrie 1911, Berlin, Imperiul German) este un jucător de polo pe apă ce a reprezentat Germania, medaliat olimpic. A participat la 1 ediție a Jocurilor Olimpice (1936) în care a câștigat 1 medalie de argint.

## Participări
Lista de mai jos prezintă principalele competiții la care a participat Heinrich Krug de-a lungul carierei.
- Jocurile Olimpice de vară din 1936